# Sontheimer Straße 3 und 5 (Heilbronn)

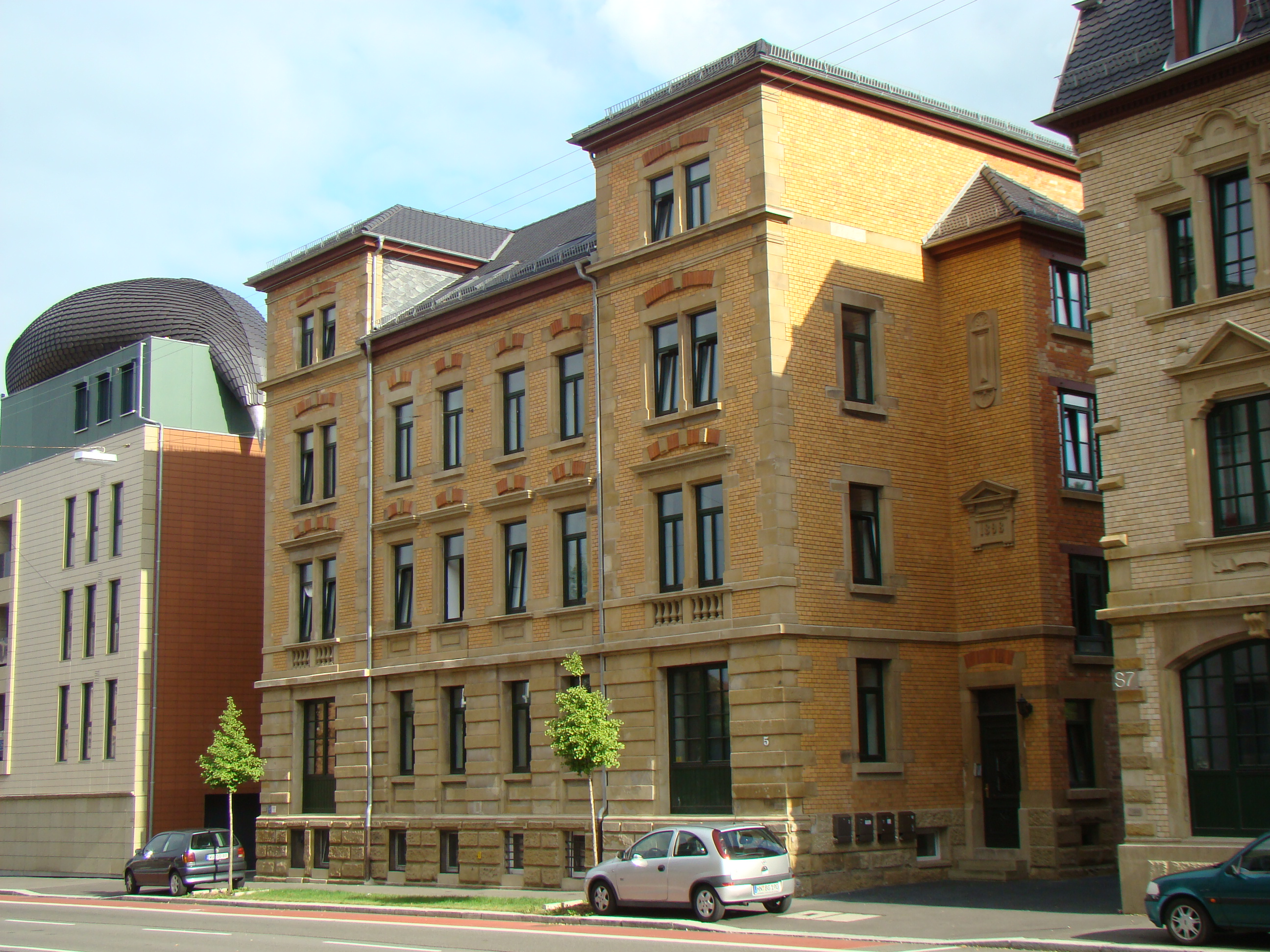
Doppelhaus Sontheimer Straße 3 und 5 in Heilbronn

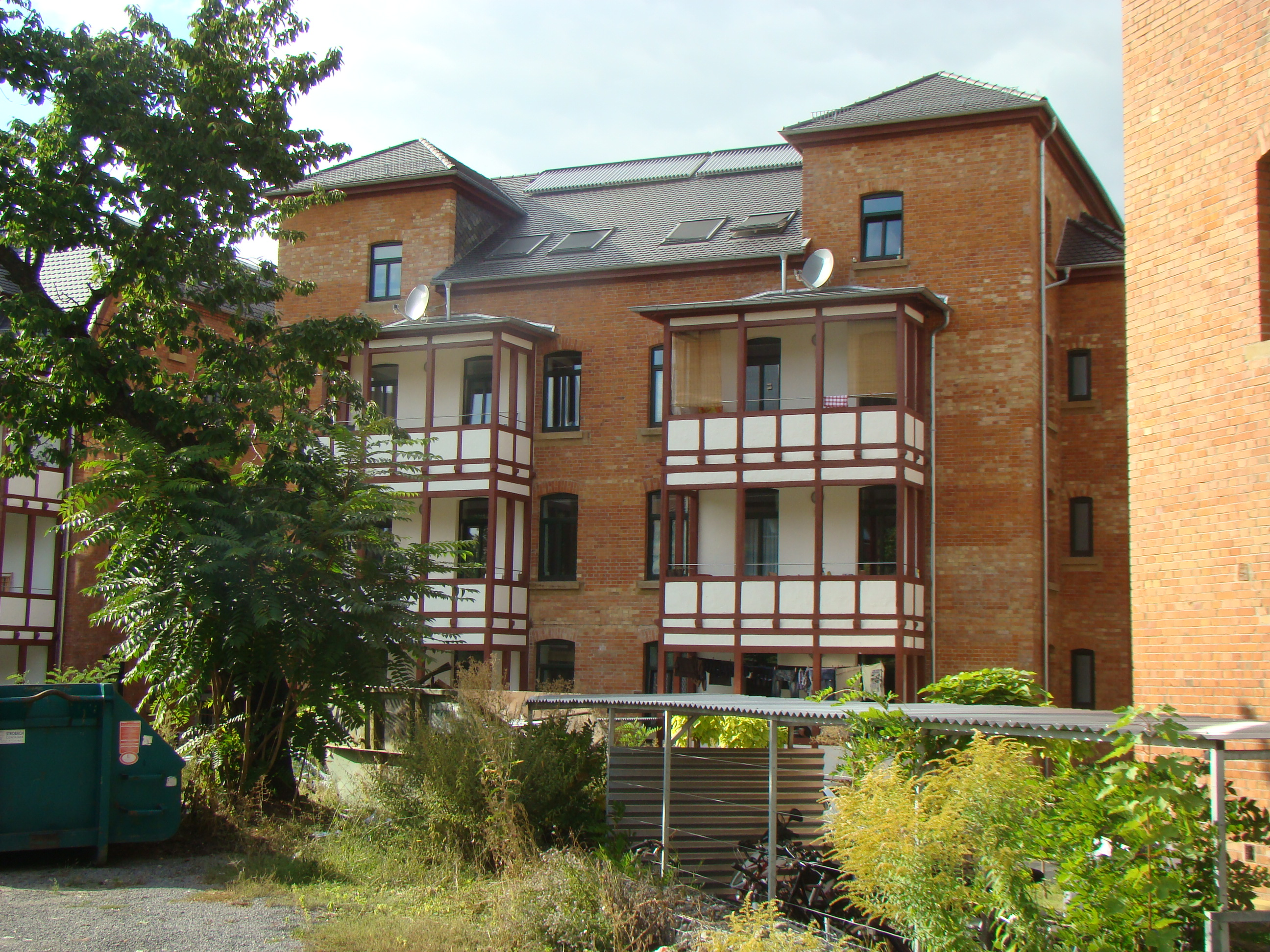
Rückwärtige Ansicht des Gebäudes

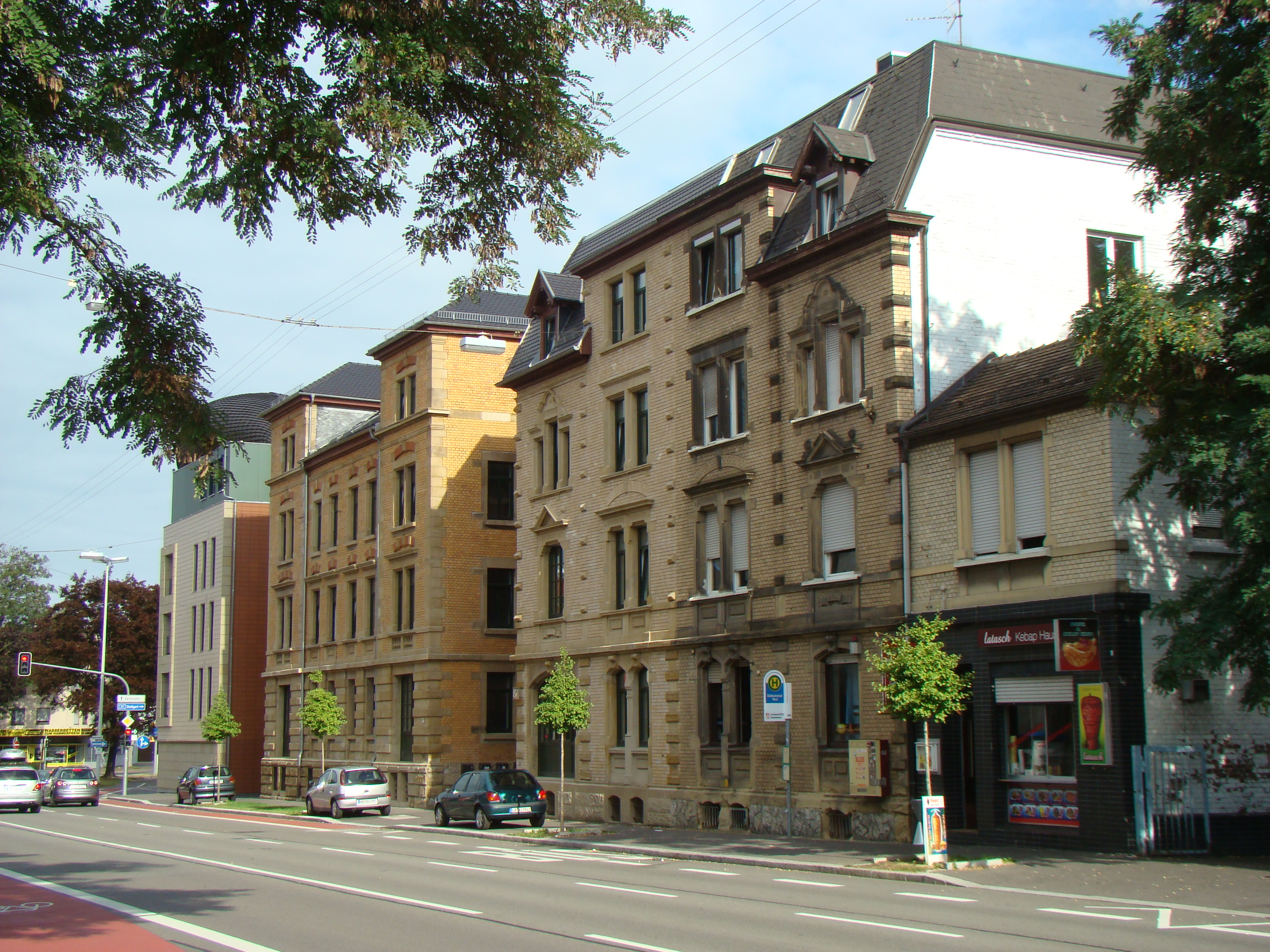
Blick auf die Gebäude Sontheimer Straße 1 bis 9

Das Doppelhaus Sontheimer Straße 3 und 5 ist ein Gründerzeitbau in Heilbronn. Das Gebäude gehört zu den als „teils denkmalgeschützten, teils auch als städtebaulich bedeutsam klassifizierten Häusern“ des Sanierungsgebiets Rathenauplatz, Quadrant IV, die in den letzten Jahren saniert wurden.

## Geschichte
Die Gebäudehälfte Nr. 3 des Doppelhauses wurde ebenso wie die andere Hälfte Nr. 5 im Jahre 1898 erbaut. 1950 befand sich im Erdgeschoss der Nr. 3 der Friseursalon Schauer, in Nr. 5 ein Laden für Milch- und Molkereiprodukte. Die oberen Stockwerke waren vermietet. 1961 bestand der Friseursalon Schauer fort, in Nr. 5 war ein Laden für Fahrräder und Schreibwaren gezogen. Im Jahre 1973 wurde ein Bordell in der Nr. 3 eröffnet, das Freudenhaus war unter dem Kürzel S 3 bekannt. Nachdem am 22. Januar desselben Jahres die Nachbarn an der Sontheimer Straße gegen die Eröffnung des Bordells protestiert hatten, erging der Antrag der Stadt auf Schließung des Lokals. Daraufhin schloss am 5. Februar 1973 die Polizei das S 3. Der Pächter des S 3 klagte dann vor dem Verwaltungsgericht, das am 12. Februar 1973 das Bordell doch genehmigte. Dabei wurde das S 3, in norddeutscher Manier Eros-Center genannt. Auch im Nachbargebäude Sontheimer Straße 7–9 befand sich ein Bordell, dieses war analog als S 7 bekannt. Der Bordell-Führer Der Strich urteilte über die „Sontheimer Straße Nr. 3“ im Jahr 1984: Das Haus macht einen sehr miesen Eindruch – schmutzig und verkommen – doch die Mädchen sind sehr gut. Etwa 20 Liebesmädchen halten sich hier auf. Für die normale Nummer verlangen sie 30 Mark (zahlen muß man aber 50). Für 70 Mark geht es nackt und ein klein wenig französisch. Für einen Blauen wird man recht ordentlich bedient.
Bis zum Jahr 1999 (nach anderer Quelle 1998) erwarb die Stadt Heilbronn das Gebäude und schloss das S 3 nun endgültig. Im Jahr 2004 veräußerte die Kommune den Gründerzeitbau an Investoren aus Bietigheim-Bissingen und Bönnigheim, die die Gebäude originalgetreu restaurieren wollten, wofür die Kommune 400 000 Euro zur Verfügung gestellt hat. Das inzwischen sanierte Gebäude wird zu Wohnzwecken genutzt.

## Beschreibung
Die Fassadengestaltung ist kontrastreich und in typischer Ziegelbauweise mit symmetrischer und horizontalbetonter Fassadengliederung durch Gesimsbänder gestaltet worden. Die farbigen Sichtziegeln stammen aus der Ziegelei Böckingen. Kräftige Segmentbögen dienen als Fensterbekrönung. Die Fassade wird zur Sontheimer Straße hin durch zwei Seitenrisalite mit Zwillingsfenster gegliedert, wobei jeder Seitenrisalit ein Zwerchhaus als oberen Abschluss aufweist.